# Соляриметр

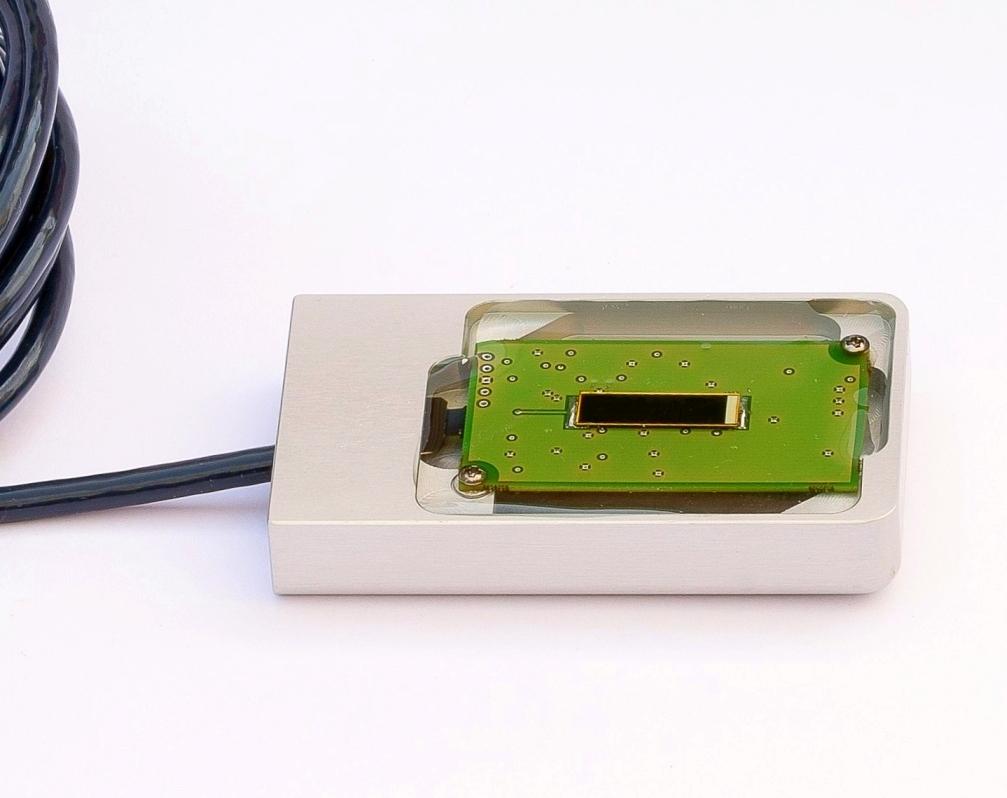
Сенсор соляриметра (фотодатчик)

Соляри́метр — метеорологический прибор, разновидность пиранометра, которая измеряет полную солнечную радиацию — сумму прямого и рассеянного солнечного излучения. Как и пиранометры, соляриметры построены на принципе использования термоэлектрического эффекта. Горизонтальная приёмная поверхность прибора защищена стеклянным колпаком от действия ветра, осадков, а также  длинноволнового излучения (с длиной волны больше, чем у инфракрасного излучения). Для учёта как прямого, так и рассеянного солнечного излучения, датчики не закрываются никакими экранами. 